# 司法試験委員会
司法試験委員会（しほうしけんいいんかい）は、日本の法務省の審議会等の一つ。司法試験法第12条第1項に基づき設置され、任期2年の定数7名の委員（裁判官，検察官，弁護士，学識経験者）により構成される。2004年（平成16年）1月1日に、それまでの司法試験管理委員会（法務省の外局）を廃して設置された。

## 所掌事務
（司法試験法第12条による）
1. 司法試験及び予備試験を行うこと
2. 法務大臣の諮問に応じ，司法試験及び予備試験の実施に関する重要事項について調査審議すること
3. 司法試験及び予備試験の実施に関する重要事項に関し，法務大臣に意見を述べること
4. その他法律によりその権限に属させられた事項を処理すること（旧司法試験の実施など）

## 委員
令和6年4月4日現在、司法試験委員会委員は以下の7名である。
- 神作裕之（学習院大学法学部教授）- 委員長 
  - 三角比呂（東京高等裁判所判事）- 委員長代理
- 太田秀哉（弁護士）
- 沖野眞已（東京大学大学院法学政治学研究科教授）
- 佐久間佳枝（最高検察庁検事）
- 高橋美保 (東京大学大学院教育学研究科教授）
- 富所浩介（読売新聞東京本社論説副委員長）

## 歴代委員長
(注) 肩書きは着任時のもの。
- 上谷清（弁護士、2004年1月 - 2006年1月）
- 高橋宏志（東京大学法学部教授、2006年1月 - 2012年1月）
- 山口厚（東京大学法学部教授、2012年1月 - 2017年4月）
- 神田秀樹（東京大学名誉教授、2017年4月 - 2020年1月）
- 佐伯仁志（中央大学大学院法務研究科教授、2020年1月 - 2024年4月）
- 神作裕之（学習院大学法学部教授、2024年4月 - )

## 司法試験考査委員
司法試験委員会の下に置かれ、問題作成、採点等を行う者のことを司法試験考査委員等（司法試験考査委員、司法試験予備試験考査委員）という。司法試験委員会の推薦に基づき、当該試験を行うについて必要な学識経験を有する者のうちから、法務大臣が試験ごとに任命する（司法試験法第15条第2項）。司法試験の合格者を定めるときや、毎年度における司法試験の実施に関する事項を協議するときには考査委員会議が開かれる。考査委員の会議は非公開だが、議事要旨は公開するものとされている（司法試験委員会令、司法試験管理委員会の会議等に関する規則参照）。非常勤（司法試験法第15条第3項）。
司法試験の合否の判定はこの考査委員会議の合議に基づき、司法試験委員会が決定する（司法試験法第8条）。
司法試験受験生の間で「司法試験委員」ないし「試験委員」と言う場合は、司法試験委員会の委員ではなく、司法試験考査委員をさすことの方が多い。

## 新司法試験漏洩問題での対応
2007年8月3日、2007年度新司法試験において慶應義塾大学の当該行政法教授の司法試験委員会考査委員の解任以外は、試験への影響が明らかでないとして得点調整なども含めた特別の措置は一切採らないことと決定した。ただし、合格発表後、難問の択一行政法18問では慶大生の正答率が5%以上高かったこと、慶大の合格率は前年の9位から3位に上昇していたことなどが明らかとなっている。
また2015年には、憲法分野の考査委員を務めていた明治大学法科大学院の青柳幸一教授が交際相手の受験生に短答式と論文式の問題を漏洩するという問題も発覚しており、その際には考査委員の解任の他、当該受験生を不合格とした上で5年間の受験禁止の処分とし、元考査委員を国家公務員法（守秘義務）違反で刑事告発するという厳しい処分に及んでいる。その後、元考査委員は東京地裁から懲役1年・執行猶予5年の有罪判決を受けた。この事件を受け、2016年の司法試験では考査委員から法科大学院の現職教員が除外されるなどの再発防止策がとられた。